# Gunnar Jervill
Gunnar Jervill (Göteborg, 23 novembre 1945) è un ex arciere svedese.

## Palmarès
- Giochi olimpici

Monaco di Baviera 1972: argento nell'individuale.